# Дербент (футбольный клуб)
«Дербент» — российский футбольный клуб из одноимённого города. Основан в 1966 году.

## Названия
- 1966—1969 — «Урожай».
- 1969—1991 — «Виноградарь».
- 1992 — «Альтаир‑Хеллинг».
- 1996—н.в. — «Дербент»[1].

## История
На уровне команд мастеров выступал в 1966—1970 (класс «Б»: в 1966—1969 — третий, 1970 — четвёртый уровень системы лиг СССР), 1992 (во Второй лиге — третий уровень системы лиг России), 1995, 1996 годах (в Третьей лиге — четвёртый уровень лиг России).
В декабре 2019 года по инициативе главы городского округа «город Дербент» Хизри Абакарова было принято решение о возрождении футбольного клуба, который будет носить название «Дербент».
В 2020 году клуб участвовал в республиканском чемпионате, в 2021 — в первенстве России среди ЛФК в зоне ЮФО/СКФО.

## Достижения

#### Первенство СССР
4-е место в 4-й зоне класса «Б» РСФСР (1969).

#### Первенство России
18-е место в 1-й зоне Второй лиги (1992).

## Главные тренеры
- 1966 — Александр Кузнецов
- 1992 — Наваи Рзаев
- 1995 — Вячеслав Лёгкий
- 1996 — Ромеc Арзуманян
- 2020 — Феликс Шикерханов[4]